# Korea National Insurance Corporation
Die Korea National Insurance Corporation, kurz KNIC, ist eine nordkoreanische Versicherung, welche als Gesellschaft mit beschränkter Haftung in Staatsbesitz organisiert ist. Die Versicherung ist im Besitz der Demokratischen Volksrepublik Korea und hat ihren Sitz in Haebangsan-dong, Chung-guyŏk, Pjöngjang Der Gesellschaft wurde Versicherungsbetrug im Zusammenhang mit Devisenbesorgungen für das nordkoreanische Atomwaffenprogramm vorgeworfen, wofür sie inzwischen von den Vereinten Nationen und anderen Länder sanktioniert wurde. Gegründet wurde die Versicherung 1947 und hatte seit dieser Zeit bis etwa 2016 ein Monopol im nordkoreanischen Geschäftsversicherungsmarkt.
Die Versicherung wird in Sanktionslisten unter weiteren Namen wie Korea National Insurance Company oder Korea Foreign Insurance Company gelistet.
Seit Juni 2012 ist So Tong Myon Geschäftsführer der Versicherung.

## Internationale Niederlassungen
In Europa hat die KNIC zwei Niederlassungen:
- In Großbritannien war die Versicherung in Kidbrooke Park Road, Blackheath, London SE3 0LW angesiedelt.[5] Bis 2006 war die Niederlassung in der City of London. Die Aktiva wurden im Jahr 2017 im Zusammenhang mit den UN-Sanktionen gegen die Volksrepublik Korea eingefroren.[7] Auch das Büro wurde am 6. Oktober 2016 geschlossen.[8] Gegründet wurde die Niederlassung am 1. Januar 1996.[9]
- In Deutschland hat die Versicherung eine Niederlassung in der Rahlstedter Straße 83 a, 22149 Hamburg.[5]

## Kontroversen
Im Jahr 2005 soll sich in Pjöngjang ein Flugunfall eines Helikopters ereignet haben. Der Helikopter soll angeblich während des Fluges einer schwangeren Frau auf dem Weg ins Krankenhaus in ein Lager gestürzt sein. KCIN wollte vom Rückversicherer Allianz Global Corporate & Specialty AG (ein Teil der Allianz SE) das Geld für dieses Ereignis ausbezahlt haben, dieser verweigerte das zunächst, weil der Rückversicherer meinte, dieses Ereignis sei ein Betrug. KCIN erreichte ein Urteil vor einem nordkoreanischen Gericht, welches die Allianz verpflichtete, die Summe von 44 Millionen Euro zu zahlen. Die KCIN brachte nach Angaben des Klägeranwalts den Fall vor das High Court in Großbritannien und vor das Court of Appeal. Man hat sich dann geeinigt, 95 % der geforderten Summe zu zahlen.
Der Versicherung wird vorgeworfen mit Versicherungsbetrug Devisen für das nordkoreanische Atomprogramm zu erwirtschaften. Dabei sollen Schäden, für die die Versicherung angeblich aufkommen soll, gefälscht und den Rückversicherern in Rechnung gestellt worden sein. Die Rückversicherer wiederum können nicht beweisen, dass das Schadensereignis nicht eingetreten ist. Die Versicherung soll auch mit dem Office 39, einer Abteilung der Partei der Arbeit Koreas zusammenarbeiten, um an Devisen zu kommen. Aus diesen Gründen ist die Gesellschaft seit 2015 mit Sanktionen belegt.